# Патрісія Бат
Патрісія Ера Бат (англ. Patricia Bath; 4 листопада 1942 — 30 травня 2019) — лікарка-офтальмологиня та вчена-лазерка, була вченою-інноваторкою і винахідницею шляхів для запобігання сліпоти. Її досягнення включають винахід нового пристрою та методики для хірургії катаракти, створення нової дисципліни, відомої як «офтальмологія громади», та призначення на посаду викладачки кафедри офтальмології в США, в Drew-UCLA в 1983 році. Вона є першою афроамериканкою, що отримала ординатуру з офтальмології та медичний патент. Патрісія винайшла зонд Laserphaco для лікування катаракти в 1986 році.

## Життя
Патрісія Ера Бат народилася 4 листопада 1942 року в Гарлемі (Нью-Йорк, США). Її батько був колишнім морським піхотинцем, який полюбляв розповідати дочці про подорожі та різні культури, а мати, звичайна домогосподарка, пробудила цікавість Патрісії до науки ще в малому віці, подарувавши їй хімічний набір.
Дівчина сумлінно працювала над інтелектуальними заняттями, розививала власні здібності і у віці 16 років стала однією з небагатьох, хто отримали право на відвідування семінарів з дослідження раку, що були організовані Національним науковим фондом. Керівник програми був вражений здібностями Бат, що відтак включив її результати в наукову роботу, яку пізніше виклав на конференції.
Після закінчення середньої школи всього за два роки Бат відправилась в Гантер-коледж, де в 1964 році отримала ступінь бакалавра. Потім вона поступила до Говардського університету у Вашингтоні, округ Колумбія, щоб отримати медичний ступінь. Закінчивши коледж з відзнакою, Патрісія інтернувалась у лікарні Гарлем з 1968 до 1969 року і здобувала стипендію з офтальмології в Колумбійському університеті з 1969 до 1970 року. Після стажування докторка Бат закінчила навчання в Нью-Йоркському університеті між 1970 і 1973 роками, де вона була першою афро-американською резиденткою в офтальмології. Незабаром жінка одружилася і народила доньку Ераку (1972).
Під час стажування Бат швидко помітила, що в клініці в Гарлемі половина пацієнтів були сліпими або з вадами зору. В клініці Колумбії, навпаки, було дуже мало сліпих пацієнтів. Це спостереження спонукало її провести ретроспективне епідеміологічне дослідження, яке задокументувало, що сліпота серед темношкірих частіше трапляється, ніж серед білих. Вона дійшла до висновку, що висока поширеність сліпоти серед темношкірих обумовлена відсутністю доступу до офтальмологічної допомоги. Як результат, вона запропонувала нову дисципліну, відому як загальна офтальмологія, яка зараз діє по всьому світові. Офтальмологія громади поєднує в собі аспекти охорони здоров'я, медицини та клінічної офтальмології, щоб запропонувати первинну допомогу недооціненому населенню. Волонтери, підготовлені як окулісти, відвідували старші центри та дитячі програми для перевірки зору та обстеження на катаракту, глаукому та інші загрозливі стани очей. Ця допомога врятувала зір багатьох людей, чиї проблеми інакше не були б діагностовані та не лікувалися.

## Офтальмологія
У 1973 році Патрісія Бат стала першою афроамериканкою, що отримала ординатуру в офтальмології. У наступному році вона переїхала до Каліфорнії, щоб працювати доцентом хірургії в університеті Чарльза Р. Дрю, а також в Каліфорнійському університеті в Лос-Анджелесі.
У 1975 році Бат стала першою жінкою-викладачкою на кафедрі офтальмології в Інституті очей Жуля Стейна при Каліфорнійському університеті в Лос-Анджелесі.
У 1976 році Бат стала співзасновницею Американського інституту з профілактики сліпоти, який встановив, що «Зір є основним правом людини». До 1983 року Бат допомогла створити програму навчання офтальмології для резидентів в Каліфорнійському університеті в Лос-Анджелесі, яку вона також очолювала, і, на додачу, стала першою жінкою в країні, яка зайняла таку посаду.

## Винахід Laserphaco
У 1981 році Бат почала працювати над своїм найвідомішим винаходом: Laserphaco Probe (1986). Використавши лазерну технологію, вчена створила пристрій для менш хворобливого та болючого і більш точного лікування катаракти. Вона отримала патент на пристрій в 1988 році, ставши першою афро-американською жінкою-лікаркою, що отримала патент в медичних цілях. (Вона також має патенти в Японії, Канаді та Європі.) За допомогою зонда Laserphaco Бат змогла допомогти відновити зір людям, які були сліпі більше 30 років. У 1993 році Бат пішла зі свого поста в медичному центрі UCLA і стала почесним членом його медичного персоналу. У тому ж році вона була названа «піонером академічної медицини Університету Говарда».

Найбільша пристрасть докторки Бат — боротьба зі сліпотою — тривала аж до її смерті, що сталася в травні 2019 р. Її «особистий найкращий момент» стався під час гуманітарної місії в Північній Африці, коли вона відновила зір жінки, що була сліпою протягом тридцяти років, шляхом імплантації кератопротеза. 
«Можливість відновити зір — це найвища нагорода», — казала Патрісія Ера Бат.

## Досягнення
Патрісія Ера Бат зробила значний внесок у розвиток медицини.
| Рік  | Досягнення |
| ---- | --- |
| 1974 | Докторка Патрісія Бат стала першою жінкою-офтальмологинею, яку призначили на факультет Каліфорнійського університету в Медицинському училищі Лос-Анджелеського університету імені Жуля Штейна. |
| 1983 | Докторка Бат стала першою жінкою, яка очолила програму резидентури в офтальмології в США. |
| 1986 | Докторка Патрісія Бат винайшла новий пристрій та техніку для хірургії катаракти, відому як Laserphaco Probe.                                                                                   |